# Brownlowia
Brownlowia  es un género de plantas con flores con 44 especies perteneciente a la familia Malvaceae. Es originario de Asia. Fue descrito por William Roxburgh  y publicado en Plants of the Coast of Coromandel  3: 61, en el año 1820.  La especie tipo es Brownlowia elata Roxb.

## Especies seleccionadas
| - Brownlowia arachnoidea - Brownlowia argentata - Brownlowia beccarii - Brownlowia calciphila - Brownlowia clemensiae | - Brownlowia cuspidata - Brownlowia denysiana - Brownlowia dictyopsila - Brownlowia eberhardtii - Brownlowia elata |